# Reutercrantz
Reutercrantz är en svensk adelsätt, som hette ursprungligen Ryttarecrantz, vilket namn sedermera ändrades till Reutercrantz. Ätten adlades 1649, introducerades 1649, och ett flertal medlemmar arbetade som hovstallmästare. Ätten utdog 1753.

## Kända medlemmar
1. Mårten Esbjörnsson. Kansliskrivare 1611. Kansliförvant 1616. Borgmästare i Nyköping 1616–1623. Död 1636 om Petri Pauli tid. Gift 1600 med Anna Johansdotter, dotter av drottning Christina den äldres kamrerare Johan Jakobsson, till Kiholm i Västertälje socken, Stockholms län, och Anna Börjesdotter Canthera, som var faster till statssekreteraren Lars Bertilsson Cantherus, adlad Cantersten.
  1. Esbjörn Mårtensson (adlad Reutercrantz, egentligen Ryttarecrantz). Beridare vid kungliga stallet 1640. Hovstallmästare vid Ulvesunds och Strömsholms stallstat.[1]
    1. Arent eller Aron Reutercrantz (1632-1669), hovstallmästare.[1]
    2. Mårten Reutercrantz (1635-1680), hovstallmästare. Han är mest känd för att han "lärde konung Karl XI att rida".[1]
      1. Carl Reutercrantz, (1680-1753), hovstallmästare. Student vid Uppsala universitet 1688-01-04. Kammarherre och hovstallmästare 1704-05-18. Död ogift 1753-10-30 i Stockholm och begraven i Kolbäcks kyrka Västmanlands län samt slöt ätten Reutercrantz.

    3. Esbjörn Reutercrantz (1630-talet-1717). Hovstallmästare vid Strömsholms och Ulvsunds stallstat 1669-07-13. Avsked 1714-04-29.[1]
    4. Hans Reutercrantz (1640-1695), hovjägmästare.
      1. Carl Gustaf Reutercrantz (1694-1734), hovstallmästare. Beridare vid hovstallet, stallmästare. Han beledsagade 1701 konung Carl XII över Dünaströmmen.[1]

    5. Gustaf Reutercrantz (1645-1676), stallmästare vid hovstallet, hovjunkare hos greve Oxenstierna. ihjälhuggen 1676-09-14 av lakejer och drängar efter ett långt fäktande.[1]